# ジャンタルマンタル (競走馬)
ジャンタルマンタル（欧字名:Jantar Mantar 香:遠觀天象、2021年3月21日 - ）は、日本の競走馬。主な勝ち鞍は2023年の朝日杯フューチュリティステークス、2024年のNHKマイルカップ、2025年の安田記念。
馬名の意味は、インドにある天体観測施設。2023年度のJRA賞最優秀2歳牡馬である。

## 戦績

### 2歳（2023年）
10月8日京都芝1800mの2歳新馬戦に2番人気で出走。道中好位追走から直線で抜け出して先頭に立つと、最後はキープカルムに2馬身半差をつけデビュー戦を勝利で飾った。
11月11日に行われたデイリー杯2歳ステークスでは中団のインで脚を溜め、直線で鋭く脚を伸ばし残り200mで先頭に立つと、エンヤラヴフェイスに2馬身差をつけ重賞初制覇を果たした。
続いて、初のGI挑戦として12月17日の朝日杯フューチュリティステークスに出走。道中は中団の内に控え、4コーナー付近で前に進出。そのまま力強く馬群を突き抜け、1番人気にこたえるGI初優勝を飾った。

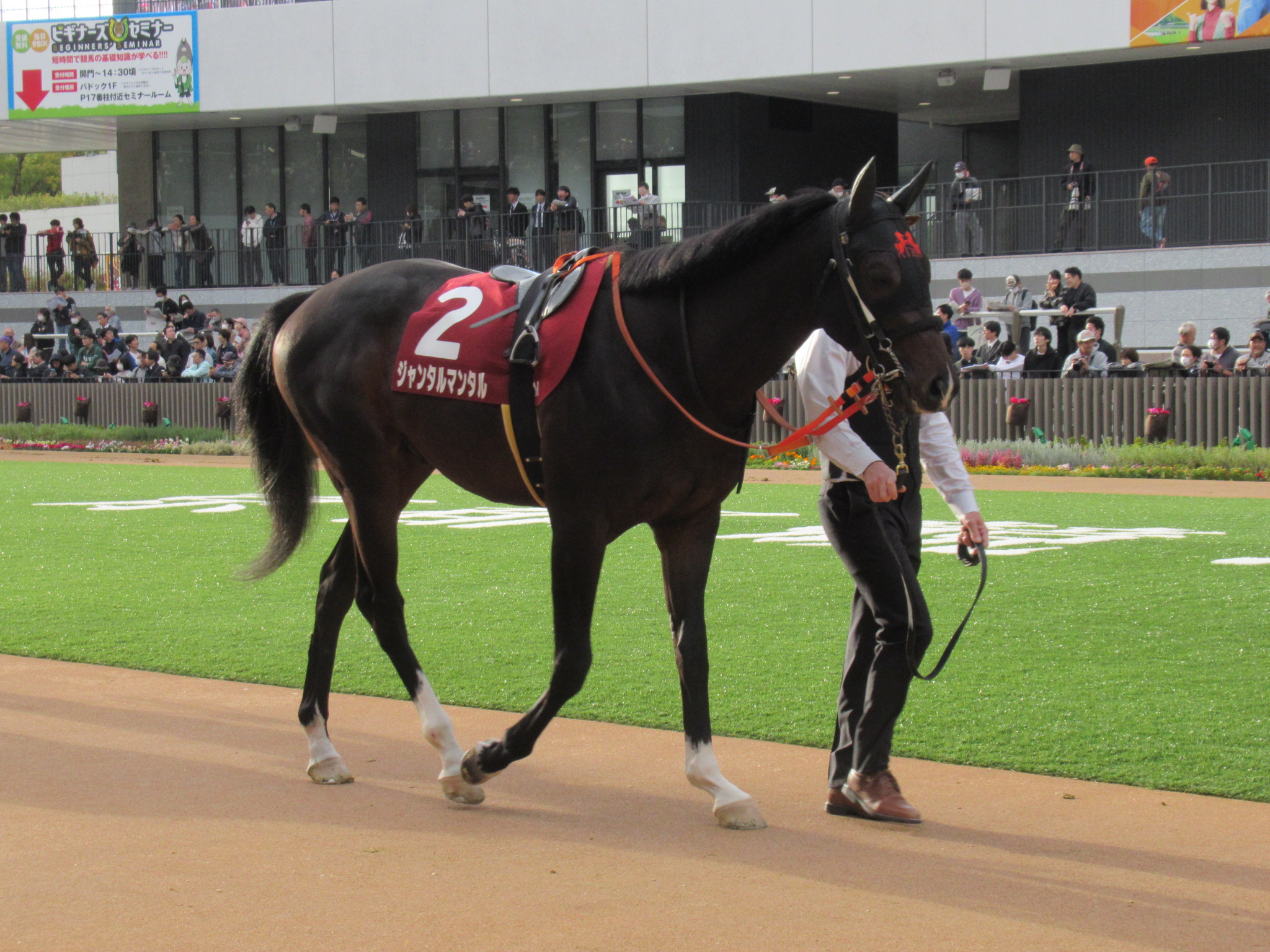
デイリー杯2歳ステークス
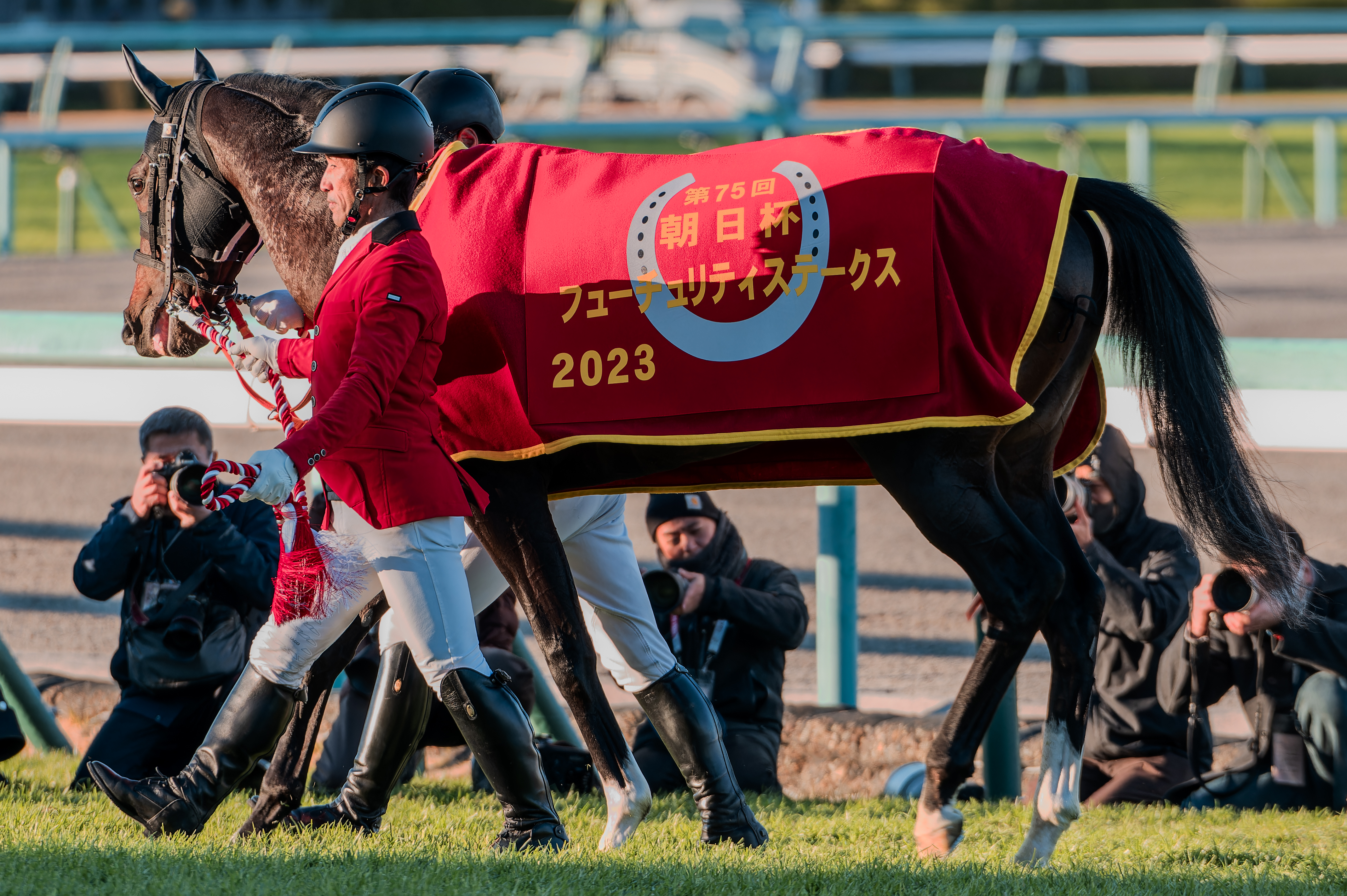
朝日杯フューチュリティステークス

### 3歳（2024年）
2月11日の共同通信杯より始動。スローな展開が影響して前を走るジャスティンミラノをとらえきれず、キャリア初黒星となる2着に敗北。距離延長で挑んだクラシック初戦の皐月賞はラスト1ハロンで完全に脚が止まるも、3着に踏みとどまった。
続いて、5月5日のNHKマイルカップに出走。前走の皐月賞から中2週というハードスケジュールであったが、アスコリピチェーノから僅差の2番人気に支持された。レースは好スタートを決めて好位で進め、最後の直線の半ばで先頭に立つと、そのまま後続を突き放し、2着アスコリピチェーノに2馬身半差をつけ勝利。朝日杯に続くGI2勝目を挙げた。鞍上の川田は、「正直すごくしんどかったと思いますが、あれだけの走りをしてくれました。気持ち良く走れるようにと思っていました。素晴らしい走りでした」とねぎらうとともに、「もっと体の成長が伴い、心身が成長してくればマイルという距離において、日本で一番強い馬になるだけの可能性を秘めています」と、さらなる成長に期待を寄せた。なお、5月9日にJRAが発表したところによれば、NHKマイルカップのレーティングは118ポンドで、2004年の覇者であるキングカメハメハと2021年の覇者であるシュネルマイスターの117ポンドを超え、あくまでも暫定値ではあるが、NHKマイルカップの史上最高の評価となった。

## 競走成績
以下の内容は、JBISサーチおよびnetkeiba.comに基づく。
| 競走日     | 競馬場 | 競走名         | 格   | 距離（馬場）  | 頭 数 | 枠 番 | 馬 番 | オッズ （人気） | 着順 | タイム （上り3F） | 着差  | 騎手      | 斤量 [kg] | 1着馬（2着馬）         | 馬体重 [kg] |
| ---------- | ------ | -------------- | ---- | ------------- | ----- | ----- | ----- | --------------- | ---- | ----------------- | ----- | --------- | --------- | ---------------------- | ----------- |
| 2023.10.08 | 京都   | 2歳新馬        |      | 芝1800m（良） | 12    | 3     | 3     | 005.20（2人）   | 01着 | R1:47.4（34.6）   | -0.4  | 0鮫島克駿 | 56        | （キープカルム）       | 496         |
| 0000.11.11 | 京都   | デイリー杯2歳S | GII  | 芝1600m（稍） | 11    | 2     | 2     | 003.90（1人）   | 01着 | R1:34.5（34.7）   | -0.3  | 0鮫島克駿 | 56        | （エンヤラヴフェイス） | 490         |
| 0000.12.17 | 阪神   | 朝日杯FS       | GI   | 芝1600m（良） | 17    | 2     | 3     | 002.70（1人）   | 01着 | R1:33.8（34.8）   | -0.1  | 0川田将雅 | 56        | （エコロヴァルツ）     | 490         |
| 2024.02.11 | 東京   | 共同通信杯     | GIII | 芝1800m（良） | 10    | 8     | 9     | 002.50（1人）   | 02着 | R1:48.2（32.6）   | -0.2  | 0川田将雅 | 57        | ジャスティンミラノ     | 492         |
| 0000.04.14 | 中山   | 皐月賞         | GI   | 芝2000m（良） | 17    | 4     | 8     | 006.10（3人）   | 03着 | R1:57.2（34.9）   | -0.1  | 0川田将雅 | 57        | ジャスティンミラノ     | 490         |
| 0000.05.05 | 東京   | NHKマイルC     | GI   | 芝1600m（良） | 18    | 8     | 16    | 002.90（2人）   | 01着 | R1:32.4（33.9）   | -0.4  | 0川田将雅 | 57        | （アスコリピチェーノ） | 492         |
| 0000.12.08 | 沙田   | 香港マイル     | G1   | 芝1600m（良） | 14    |       | 12    | 003.60（2人）   | 13着 | R1:34.80          | -1.46 | 0川田将雅 | 56.5      | Voyage Bubble          | 503         |
| 2025.06.08 | 東京   | 安田記念       | GI   | 芝1600m（良） | 18    | 5     | 10    | 004.30（2人）   | 01着 | R1:32.7（34.2）   | -0.2  | 0川田将雅 | 58        | （ガイアフォース）     | 498         |

- 競走成績は2025年6月8日現在

## 血統表
| ジャンタルマンタルの血統                        | ジャンタルマンタルの血統        | ジャンタルマンタルの血統 | （血統表の出典）         | （血統表の出典） |
| 父系                                            | ミスタープロスペクター系        | ミスタープロスペクター系 | ミスタープロスペクター系 | [ § 2 ]          |
| 父 Palace Malice 2010 鹿毛 アメリカ             | 父の父Curlin 2004 栗毛          | Smart Strike             | Mr. Prospector           | Mr. Prospector   |
| 父 Palace Malice 2010 鹿毛 アメリカ             | 父の父Curlin 2004 栗毛          | Smart Strike             | Classy'n Smart           |                  |
| 父 Palace Malice 2010 鹿毛 アメリカ             | 父の父Curlin 2004 栗毛          | Sherriff's Deputy        | Deputy Minister          | Deputy Minister  |
| 父 Palace Malice 2010 鹿毛 アメリカ             | 父の父Curlin 2004 栗毛          | Sherriff's Deputy        | Barbarika                |                  |
| 父 Palace Malice 2010 鹿毛 アメリカ             | 父の母*パレスルーマー 2003 鹿毛 | Royal Anthem             | Theatrical               | Theatrical       |
| 父 Palace Malice 2010 鹿毛 アメリカ             | 父の母*パレスルーマー 2003 鹿毛 | Royal Anthem             | In Neon                  |                  |
| 父 Palace Malice 2010 鹿毛 アメリカ             | 父の母*パレスルーマー 2003 鹿毛 | Whisperifyoudare         | Red Ransom               | Red Ransom       |
| 父 Palace Malice 2010 鹿毛 アメリカ             | 父の母*パレスルーマー 2003 鹿毛 | Whisperifyoudare         | Stellar Affair           |                  |
| 母 *インディアマントゥアナ 2014 黒鹿毛 アメリカ | 母の父Wilburn 2008 鹿毛         | Bernardini               | A.P.Indy                 | A.P.Indy         |
| 母 *インディアマントゥアナ 2014 黒鹿毛 アメリカ | 母の父Wilburn 2008 鹿毛         | Bernardini               | Cara Rafaela             |                  |
| 母 *インディアマントゥアナ 2014 黒鹿毛 アメリカ | 母の父Wilburn 2008 鹿毛         | Moonlight Sonata         | Carson City              | Carson City      |
| 母 *インディアマントゥアナ 2014 黒鹿毛 アメリカ | 母の父Wilburn 2008 鹿毛         | Moonlight Sonata         | Wheatly Way              |                  |
| 母 *インディアマントゥアナ 2014 黒鹿毛 アメリカ | 母の母Speed Wagon 2003 青毛     | Tomorrows Cat            | Storm Cat                | Storm Cat        |
| 母 *インディアマントゥアナ 2014 黒鹿毛 アメリカ | 母の母Speed Wagon 2003 青毛     | Tomorrows Cat            | Tomorrow's Child         |                  |
| 母 *インディアマントゥアナ 2014 黒鹿毛 アメリカ | 母の母Speed Wagon 2003 青毛     | Rajica                   | El Baba                  | El Baba          |
| 母 *インディアマントゥアナ 2014 黒鹿毛 アメリカ | 母の母Speed Wagon 2003 青毛     | Rajica                   | Brassica                 |                  |
| 母系(F-No.)                                     | (FN:9-e)                        | (FN:9-e)                 | (FN:9-e)                 | [ § 3 ]          |
| 5代内の近親交配                                 | Mr.Prospector 4x5=9.38%         | Mr.Prospector 4x5=9.38%  | Mr.Prospector 4x5=9.38%  | [ § 4 ]          |
| 出典                                            | 1. 2. 3. 4.                     | 1. 2. 3. 4.              | 1. 2. 3. 4.              | 1. 2. 3. 4.      |

- 母インディアマントゥアナは2018年レッドカーペットハンデキャップ（英語版）（米G3）勝ち馬。本馬を受胎した状態で2020年1月のキーンランドセールに上場され、社台ファームに落札された。本馬は日本輸入後に出生した持込馬である。